# Хокански језици
Хокански језици су хипотетичка макропородица језика, која обухвата велики број језичких породица или изолованих језика, од којих је већина у употреби у америчким државама Калифорнији и Аризони, као и на мексичком полуострву Калифорнија, у државама Доња Калифорнија и Јужна Доња Калифорнија. Мањи број језика или језичких породица је у употреби у другим деловима Мексика и у Централној Америци. Временом је број језика који су укључивани у ову хипотетичку породицу језика мењан, неки језици су укључивани, а неки искључивани из ње.
Хипотезу о постојању хоканске породице језика је први предложио лингвиста Едвард Сапир почетком 20. века. Још увек не постоје чврсти докази о постојању ове породице језика. Међутим, постоје јачи докази о међусобној вези неких хоканских језика, нарочито у северној Калифорнији.

## Име
Име хокански је засновано на неколико сличних речи за број два у различитим хоканским језицима, које приближно одговарају речи хок.

## Класификација
Према Кауфману у хоканску породицу језика спадају:
- Каручки језик (или карук, карок, курејт)
- Шастански језици (или шаста)
- Чимарикоански језик (или чимарико)
- Јански језик (или јана)
- Палајхнихански језици (или палајхнихан)
- Помоански језици (или помо)
- Вашоански језик (или вашо)
- Еселенски језик (или еселен)
- Салинански језик (или салинан)
- Јуманско-кочимски језици (или јумански језици, јуман, јуман-кочими)
- Серски језик (или сери)
- Коавилтекоански језик (или коавилтеко)
- Комекрудански језици (или комекрудан)
- Текистлатекански језици (или текистлатекан)
- Хикачки језици (или толски, толпански, хикак, тол, толпан)

Према Марлету докази да серски и салинански језици припадају хоканској породици нису представљени на систематски и уверљив начин. Ни укључивање текистлатеканског нема велику подршку међу лингвистима.
Остали језици који су некада укључивани у ову хипотетичку породицу језика су: чумашки језици, котонамски језик, каранкавски језик, тонкавски језик и атакапански језик. Пол Ривет је предлагао укључивање и јурумангијског језика.